# Bountiful-Utah-Tempel

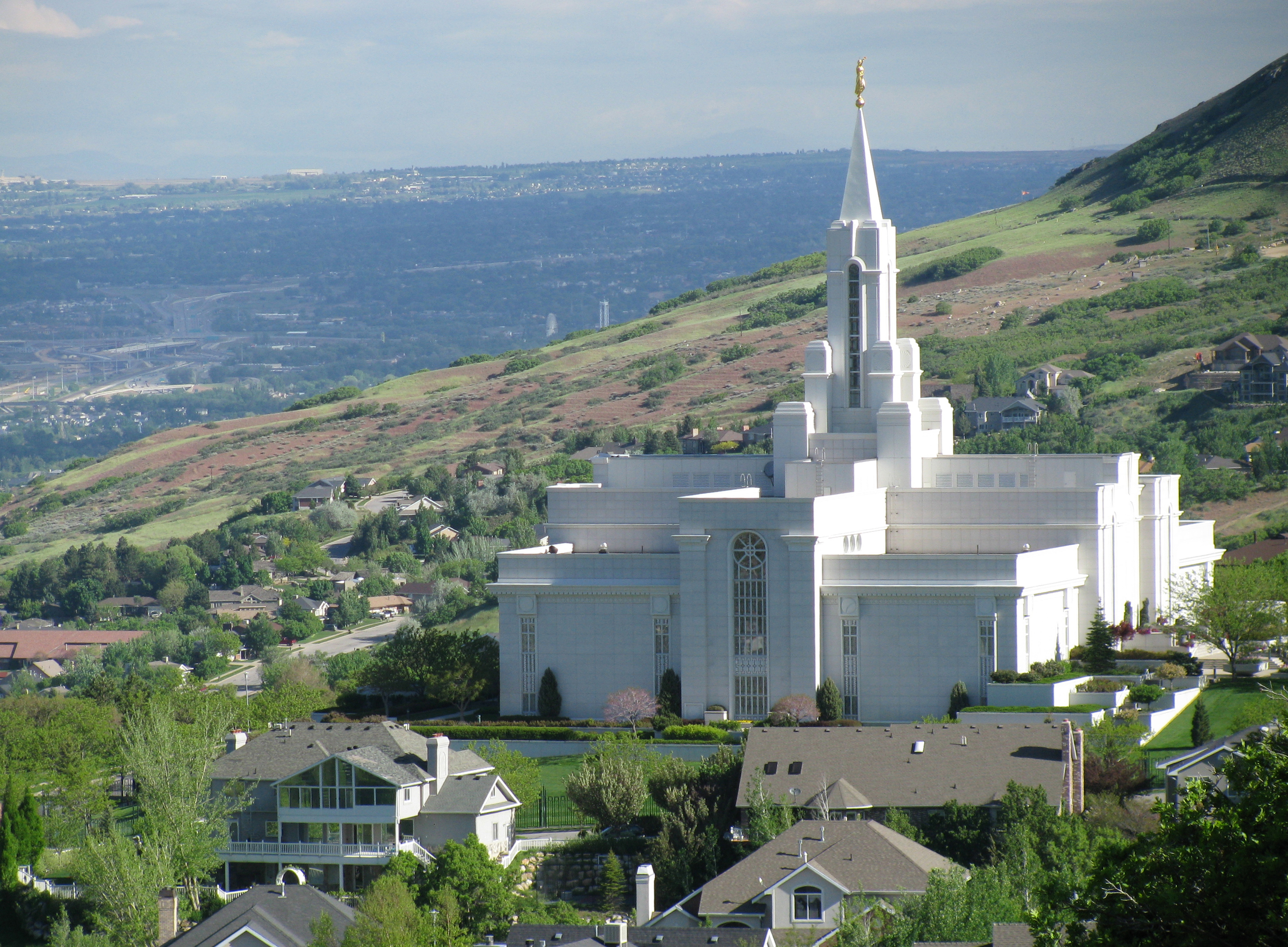
Bountiful-Utah-Tempel

Bountiful-Utah-Tempel ist ein Tempel der Kirche Jesu Christi der Heiligen der Letzten Tage in Bountiful, der 1995 eingeweiht wurde.
Der Bau des Tempels wurde am 6. April 1991 angekündigt. Als Baugrund wurde ein Gelände am östlichen Rand der Stadt ausgesucht. Teile des von Architekt Allen Ereckson entwickelten Entwurfs wurden auch für den Mount-Timpanogos-Utah-Tempel verwendet. Der Grund wurde am Tag des ersten Spatenstichs, dem 2. Mai 1992, durch den damaligen LDS-Präsidenten Ezra Taft Benson geweiht. Der Tempel wurde 1994 fertiggestellt. Nach den Tagen der offenen Tür im Herbst 1994, führte der neue Präsident Howard W. Hunter zwischen dem 8. und dem 14. Januar 1995 die Weihung durch.
Der Bountiful-Utah-Tempel ist außen mit Bethel-White-Granit verkleidet. Er beinhaltet ein Taufbecken, einen celestialen Saal, vier Endowmenträume und acht Siegelungsräume. Die gesamte Bodenfläche beträgt etwa 9.660 m² (104.000 square feet). Der Turm ist 53,6 Meter hoch, an seiner Spitze befindet sich eine goldene Moroni-Statue.